# Krščanska umetnost
Krščanska umetnost je sveta umetnost, ki uporablja predmete, teme in podobe iz krščanstva. Večina krščanskih skupin do neke mere uporablja ali je uporabljala umetnost, vključno z zgodnjo krščansko umetnostjo in arhitekturo ter krščanskimi mediji.
Jezusove podobe in pripovedni prizori iz Kristusovega življenja so najpogostejši motivi, prizori iz Stare zaveze pa igrajo vlogo v umetnosti večine veroizpovedi. Podobe Device Marije in svetnikov so v protestantski umetnosti veliko redkejše kot v rimskokatoliški in vzhodni pravoslavni umetnosti.
Krščanstvo veliko bolj uporablja podobe kot sorodne religije, v katerih so figurativne upodobitve prepovedane, kot sta islam in judovstvo. Vendar pa obstajajo nekateri, ki so spodbujali anikonizem v krščanstvu in v krščanstvu so bila obdobja ikonoklazma.

## Zgodovina

### Začetki
Zgodnjekrščanska umetnost je preživela od datumov blizu izvora krščanstva, čeprav so mnogi zgodnji kristjani povezovali figurativno umetnost s pogansko religijo in bili do nje nezaupljivi ali sovražni. Hans Belting je zapisal, da je »v pozni antiki ... krščanstvo prevzelo kultne podobe »poganov«, s čimer je popolnoma obrnilo svoj prvotni odnos in razvilo lastno slikovno prakso«. Toda velika prostostoječa skulptura, medij za najvidnejše poganske podobe, je bila še naprej nezaupljiva in se je v veliki meri izogibala nekaj stoletij in tako rekoč vse do danes v pravoslavnem svetu. Najstarejši krščanski kipi so majhni reliefi iz rimskih sarkofagov, ki segajo v začetek 2. stoletja. Največje skupine zgodnjekrščanskih podob izvirajo iz grobnic v rimskih katakombah in prikazujejo razvoj upodobitve Jezusa, proces, ki ni bil dokončan do 6. stoletja, od takrat pa je konvencionalni videz Jezusa v umetnosti ostal izjemno dosleden.
Do sprejetja krščanstva s strani Konstantina je krščanska umetnost črpala svoj slog in velik del svoje ikonografije iz popularne rimske umetnosti, toda od te točke so velike krščanske stavbe, zgrajene pod cesarskim pokroviteljstvom, prinesle potrebo po krščanskih različicah rimske elite in uradne umetnosti, med katerimi so mozaiki v cerkvah v Rimu najvidnejši ohranjeni primeri. Krščanska umetnost je bila ujeta v premik v slogu od klasične tradicije, podedovane iz starogrške umetnosti, k manj realističnemu in nezemeljskemu hieratičnemu slogu, začetek gotske umetnosti.

## Srednji vek
Velik del umetnosti, ki je preživela iz Evrope po padcu Zahodnega rimskega cesarstva, je krščanska umetnost, čeprav je to v veliki meri zato, ker je kontinuiteta lastništva cerkve ohranila cerkveno umetnost bolje kot posvetna dela. Medtem ko je politična struktura Zahodnega rimskega cesarstva po padcu Rima v bistvu propadla, je njegova verska hierarhija, kar je danes sodobna Rimskokatoliška cerkev, naročila in financirala produkcijo verskih umetniških podob.
Konstantinopelska pravoslavna cerkev, ki je uživala večjo stabilnost znotraj preživelega Vzhodnega cesarstva, je bila ključna pri ustvarjanju tamkajšnjih podob in poveličevanju krščanstva. Dali so zgraditi številna svetišča v čast Konstantinopla in tudi veliko dobro okrašenih cerkva. Te so po navadi imele ekstravagantne vitraje in slike, ki so prekrivale stene in strope. Izdelovali so tudi reliefne skulpture, ki so jih vrezovali v stranice stavb in cerkva. Hagija Sofija, največja stolnica na svetu v 15. stoletju, je bila skoraj v celoti okrašena z mozaiki v čast Bogu. Po padcu Konstantinopla je bila spremenjena v mošejo, vendar je njena čudovita umetnost ostala. Ko se je v srednjem veku pojavila stabilna zahodnoevropska družba, je katoliška cerkev vodila v umetnosti, saj je s svojimi sredstvi naročala slike in kipe.
Med razvojem krščanske umetnosti v Bizantinskem cesarstvu (glej Bizantinska umetnost) je naturalizem, ki je bil prej uveljavljen v helenistični umetnosti, nadomestila bolj abstraktna estetika. Ta novi slog je bil hieratičen, kar pomeni, da je bil njegov glavni namen posredovati verski pomen in ne natančno upodabljati predmete in ljudi. Realistična perspektiva, proporci, svetloba in barve so bili prezrti v korist geometrijske poenostavitve oblik, obratne perspektive in standardiziranih konvencij za prikazovanje posameznikov in dogodkov. Polemika o uporabi vklesanih podob, razlaga druge zapovedi in kriza bizantinskega ikonoklazma so pripeljali do standardizacije verskih podob znotraj vzhodnega pravoslavja.

## Renesansa in zgodnje novoveštvo
Padec Konstantinopla leta 1453 je prinesel konec najkakovostnejši bizantinski umetnosti, proizvedeni v tamkajšnjih cesarskih delavnicah. Pravoslavna umetnost, znana kot ikone, ne glede na medij, se je sicer nadaljevala z relativno majhnimi spremembami v temi in slogu do danes, pri čemer je Rusija postopoma postala vodilno središče produkcije.
Na Zahodu je v renesansi prišlo do porasta monumentalnih posvetnih del, čeprav so krščansko umetnost še naprej v velikih količinah naročali cerkve, duhovščina in aristokracija. Reformacija je imela velik vpliv na krščansko umetnost; Martin Luther v Nemčiji je dovolil in spodbujal prikazovanje bolj omejenega obsega verskih podob v cerkvah, saj je Evangeličansko-luteransko cerkev videl kot nadaljevanje »starodavne, apostolske cerkve«. Luteranske oltarne slike, kot je Zadnja večerja iz leta 1565 mlajšega Cranacha, je izdelal v Nemčiji, predvsem Lutrov prijatelj Lucas Cranach, da bi nadomestil katoliške, pogosto so vsebovali portrete vodilnih reformatorjev kot apostolov ali drugih protagonistov, vendar so ohranili tradicionalno upodobitev Jezusa. Kot tako je »luteransko bogoslužje postalo zapletena obredna koreografija, postavljena v bogato opremljeno notranjost cerkve«. Luterani so ponosno uporabljali razpelo, saj je poudarjalo njihov visok pogled na teologijo križa.ref name="MarquardtJordan2009">Marquardt, Janet T.; Jordan, Alyce A. (14. januar 2009). Medieval Art and Architecture after the Middle Ages (v angleščini). Cambridge Scholars Publishing. str. 71. ISBN 9781443803984. In fact, Lutherans often justified their continued use of medieval crucifixes with the same arguments employed since the Middle Ages, as is evident from the example of the altar of the Holy Cross in the Cistercian church of Doberan.</ref> Tako je za luterane »reformacija bolj obnovila kot odstranila versko podobo«. Po drugi strani pa so bili kristjani iz reformiranega ozadja na splošno ikonoklastični, uničevali so obstoječe verske podobe in običajno ustvarjali le več v obliki knjižnih ilustracij.
Umetnikom je bilo naročeno ustvarjanje bolj posvetnih žanrov, kot so portreti, krajinske slike in zaradi oživitve neoplatonizma teme iz klasične mitologije. V katoliških državah se je produkcija verske umetnosti nadaljevala in povečala med protireformacijo, vendar je bila katoliška umetnost pod veliko strožjim nadzorom cerkvene hierarhije kot prej. Od 18. stoletja se je število nabožnih del, ki so jih izdelali vodilni umetniki, močno zmanjšalo, čeprav so še vedno prihajala pomembna naročila, nekateri umetniki pa so še naprej izdelovali velike zbirke nabožne umetnosti na lastno pobudo.

## Moderno obdobje
Ko se je v Zahodni Evropi 19. stoletja pojavila posvetna, nesektaška, univerzalna predstava o umetnosti, so starodavno in srednjeveško krščansko umetnost začeli zbirati za spoštovanje umetnosti in ne za čaščenje, medtem ko je sodobna krščanska umetnost veljala za obrobno. Občasno so posvetni umetniki obravnavali krščanske teme (Bouguereau, Manet) — le redko pa je bil krščanski umetnik vključen v zgodovinski kanon (kot na primer Rouault ali Stanley Spencer). Vendar so številni sodobni umetniki, kot so Eric Gill, Marc Chagall, Henri Matisse, Jacob Epstein, Elisabeth Frink in Graham Sutherland, izdelali dobro znana umetniška dela za cerkve. Salvador Dalí je bil umetnik, ki je tudi ustvaril opazna in priljubljena umetniška dela s krščansko tematiko. Sodobni umetniki, kot je Makoto Fujimura, so imeli pomemben vpliv tako v sakralni kot posvetni umetnosti. Drugi pomembni umetniki so Larry D. Alexander in John August Swanson. Nekateri pisci, kot je Gregory Wolfe, to vidijo kot del ponovnega rojstva krščanskega humanizma.

## Priljubljena devocijska umetnost
Od pojava tiska je bila prodaja reprodukcij pobožnih del glavni element ljudske krščanske kulture. V 19. stoletju so to vključevali žanrske slikarje, kot je Mihály Munkácsy. Izum barvne litografije je privedel do širokega kroženja svetih kart. V moderni dobi so bila podjetja, specializirana za sodobne komercialne krščanske umetnike, kot sta Thomas Blackshear in Thomas Kinkade, čeprav v svetu likovne umetnosti na splošno veljata za kič, zelo uspešna.

## Teme
Teme, ki jih pogosto vidimo v krščanski umetnosti, vključujejo naslednje:
- Čaščenje Treh kraljev
- Čaščenje pastirjev
- Angeli
- Oznanjenje
- Jezusova aretacija
- Jezusov vnebohod
- Marijino vnebovzetje
- Jezusov krst
- Kristus v slavi
- Kristus Pantokrator
- Marijino kronanje
- Razpelo
- Snemanje s križa
- Božja roka
- Sveta družina
- Ikona Svete Trojice
- Marija v umetnosti
- Marija z detetom
- Maestà
- Jezusovo rojstvo
- Noli me tangere
- Jezusovo trpljenje
- Pietà
- Jezusovo prikazovanje ob vstajenju
- Salvator Mundi
- Sinhedrinsko sojenje Jezusu
- Ščit Trojice
- Postaje križevega pota
- Poslednja sodba
- Zadnja večerja
- Jessejevo drevo

## Motivi
Devica Marija je prikazana med predenjem in tkanjem, na umetninah pa se pojavlja s statvami ali pletilnimi iglami, tkanjem blaga čez svojo maternico ali pletenjem za svojega sina. Podobe, večinoma nemške, postavljajo svete pripovedi v domače področje. Prikazana je med tkanjem na slikah Oznanjenja ali predenjem. Čeprav je bilo predenje manj pogosto, najdemo primer v nekaterih samostanih, kjer so nune predle svilo, verjetno zato, da bi ustvarile povezavo med samostansko skupnostjo žensk in Marijino podobo.